# Bjørt Samuelsen
Bjørt Samuelsen (2. marts 1965 i Tórshavn) er en færøsk journalist, bromatolog og politiker (Tjóðveldi). Hun er Formand for Lagtinget (Speaker of Parliament).  
Bjørt Samuelsen har været medlem af Lagtinget uafbrudt siden hun blev valgt for første gang i 2008. Hun var erhvervsminister fra 4. februar til 15. september 2008.  Bjørt Samuelsen har i en årrække været formand for Lagtingets erhvervs- og fiskeriudvalg, og har siden september 2019 været medlem af lagtingets formandskab. Hun har i en lang årrække været partiets ordfører for bland andet grøn energi, naturværn og talsperson for rettigheder for handicappede og minoriteter. 
Hun er opvokset i Tórshavn, og flyttede til Paris som nittenårig. Senere flyttet hun til København for at studere bromatologi, og er uddannet cand. brom.. I København var hun også aktiv i den færøske danseforening Fótatraðk. Nogle år senere flyttede hun til Oslo, og studerede ved Norsk Journalisthøgskole. Hun arbejdede som journalist på Aftenposten og Forbruker-rapporten, samt Forbrukerinspektørene hos NRK. Hun var bestyrelsesmedlem i Fagpressens Journalistforum fra 1998 til 2000, og sekretær og kasserer i Norsk-færøysk lag fra 1994 til 2000. Efter at hun flyttede tilbage til Færøerne om efteråret 2000, har hun været ansat hos Kringvarp Føroya og har arbejdet som selvstændig erhvervsdrivende, og som informationsrådgiver fra 2004-2007 ved Lagmandens Kontor. Hun har også undervist ved Fróðskaparsetur Føroya.
Andre tillidsposter hun har beklædt omfatter bestyrelsesmedlem i programnævnet hos Útvarp Føroya, kasserer i Føroya Blaðmannafelag, bestyrelsesmedlem i Føroyska Málnevndin, kasserer i URD, bestyrelsesmedlem i kveik.fo, samt medlem af Landsbanki Føroyas tilsynsnævn. Ved lagtingsvalget 2008 blev Samuelsen valgt ind til Lagtinget for Tjóðveldi den 4. februar 2008, blev hun udnævnt til erhvervsminister i Jóannes Eidesgaards anden regering. Heidi Petersen mødte på Lagtinget. Regeringssamarbeidet brød sammen i september samme år, og Samuelsen var tilbage som lagtingsmedlem. Hun blev genvalgt til Lagtinget ved Lagtingsvalget 2011. Ved lagtingsvalget 2015 opnåede hun ikke genvalg, men fortsatte med fast sæde som førstesupleant. I 2019 blev Bjørt Samuelsen igen valgt til Lagtinget, og fortsatte som formand for Ervhversudvalget, samt blev medlem af Lagtingets præsidium.  
Til Folketingsvalget í 2022 fik Bjørt Samuelsen flest stemmer på Tjóðveldis liste, og til Lagtingsvalget i december samme år gjorde hun sit bedste valg nogensinde, med en topplacering kun få stemmer bag partiets formand, Høgni Hoydal. Den 22. december 2022 blev Bjørt Samuelsen af det nyvalgte Lagting enstemmigt valgt til Formand for Lagtinget. 

## Lagtingsudvald og Nordisk Råd
- 2008–2011 medlem af Erhvervsudvalget
- 2008–2011 medlem af Justisudvalget
- 2011-2015 næstformand for Erhvervsudvalget
- 2011-2015 medlem af Velfærdsudvalget
- 2011-2015 vicemedlem af Udlandsudvalget
- 2011-2015 medlem af Nordisk Råd
- 2015- medlem af Erhvervsudvalget
- 2015-2019 medlem af Udenrigsudvalget
- 2015-2019 medlem av Vestnordisk Råd
- 2017-2021 formand for Erhvervsudvalget
- 2019-2022medlem av Lagtingets formandskab
- 2022- Formand for Lagtinget